# Olivier Blanchard
Olivier Jean Blanchard (nacido el 27 de diciembre de 1948 en Amiens, Francia) es un economista francés. Fue jefe del Fondo Monetario Internacional, puesto que ocupó desde el 1 de septiembre de 2008 hasta el 8 de septiembre de 2015. Ha sido también profesor de economía en las Universidad de Harvard y en el Instituto Tecnológico de Massachusetts (MIT) y es uno de los economistas más citados en el mundo, según el IDEAS/RePEc.

## Carrera
Blanchard se graduó en la ESCP Europe en 1973 y también obtuvo un Doctorado en economía en la Universidad de París-Nanterre. Obtuvo otro Doctorado en Economía del MIT en 1977. Enseñó en la Universidad de Harvard entre 1977 y 1983, después de lo cual regresó al MIT como profesor. Entre 1998 y 2003 Blanchard fue presidente del Departamento de Economía del MIT.
Blanchard ha publicado numerosos trabajos de investigación en el campo de la macroeconomía, así como libros de texto de macroeconomía de pregrado y posgrado.
En 1987, junto con Nobuhiro Kiyotaki, Blanchard demostró la importancia de la competencia monopolística para el multiplicador de la demanda agregada. La mayoría de los nuevos modelos macroeconómicos keynesianos ahora asumen la competencia monopolística por las razones esbozadas por ellos.
Es miembro del Consejo de la Sociedad Econométrica, y miembro de la Academia Americana de Artes y Ciencias. Es el actual presidente electo de la American Economic Association.
También es consultor del Sistema de Reserva Federal en Boston desde 1995 y del de Nueva York desde 2004.
En 2024 fue galardonado con el Premio Fundación BBVA Fronteras del Conocimiento por "su influencia en el análisis macroeconómico moderno al establecer bases rigurosas para el estudio de las fluctuaciones del ciclo económico".

## Fondo Monetario Internacional
Durante el mandato de Blanchard como economista jefe reformuló las políticas del FMI. Durante la Gran Recesión Blanchard apoyó el estímulo fiscal mundial. Durante su lenta recuperación instó a una eliminación cautelosa de estímulo y abogó por la flexibilización cuantitativa.

### Debate Austeridad v. Estímulo
En 2010, tras la crisis financiera, muchos países sufrieron importantes déficits presupuestarios. Hubo un giro global a la austeridad, ya que los economistas alentaron a los gobiernos a recortar el gasto y a aumentar los impuestos para evitar convertirse en otra Grecia. En junio de 2010, Blanchard y Carlo Cottarelli, director del Departamento de Asuntos Fiscales del FMI, coescribieron una publicación en el blog del FMI titulada "Diez Mandamientos para el Ajuste Fiscal en las Economías Avanzadas".
Antes de 2011, Paul Krugman señaló que Blanchard ya estaba "sugiriendo que programas de austeridad severos pueden ser literalmente autodestructivos, dañando tanto la economía que empeoran las perspectivas fiscales". Hacia 2012, todos los países que habían introducido una "austeridad significativa" . Blanchard emitió "un mea culpa". Según Paul Krugman, "el FMI ahora cree que subestimó masivamente el daño que los recortes de gastos infligen a una economía débil".

### Desigualdad
Bajo el mandato de Blanchard en el FMI, Jonathan D. Ostry y Andy Berg publicaron sus conclusiones de que "la desigualdad era perjudicial para el crecimiento sostenido". En abril de 2014, en la Perspectiva Económica Mundial Blanchard situaba la desigualdad como "un elemento central de los desarrollos macroeconómicos":

A medida que los efectos de la crisis financiera disminuyen lentamente, otra tendencia puede llegar a dominar la escena, a saber, la creciente desigualdad." Aunque la desigualdad siempre ha sido percibida como un tema central, hasta hace poco no se consideraba que tuviera mayores implicaciones para la evolución macroeconómica. Esta creencia es cada vez más cuestionada, y la manera en que la desigualdad afecta tanto a la macroeconomía como al diseño de la política macroeconómica, será un tema cada vez más importante en nuestra agenda durante mucho tiempo.[cita requerida]